# Dương Bảo Tông
Dương Bảo Tông (chữ Hán: 杨保宗, ? – 443), tên khác là Khương Nô (羌奴), người dân tộc Đê, thủ lĩnh nước Cừu Trì vào đời Nam Bắc triều, kế vị vào năm 429 nhưng ngay sau đó bị chú ruột là Dương Nan Đương lật đổ.

## Cuộc đời và sự nghiệp
Bảo Tông là một trong các con trai và là người kế vị của Cừu Trì thủ lĩnh Dương Huyền. Năm 429, Dương Huyền mất, em Huyền là Nan Đương phù lập Bảo Tông, nhưng ngay sau đó lật đổ ông. Năm 432, Nan Đương lấy Bảo Tông làm Trấn nam tướng quân, trấn thủ Đãng Xương. Cùng năm, Bảo Tông mưu tập kích Nan Đương, bại lộ, bị cầm tù.
Năm 435, Nan Đương phóng thích Bảo Tông, phái ông trấn thủ Đồng Đình. Năm 439, Bảo Tông cùng anh trai Bảo Hiển chạy sang Bắc Ngụy, được Bắc Ngụy Thái Vũ đế cho làm Đô đốc Lũng Tây chư quân sự, Chinh tây đại tướng quân, Khai phủ Nghi đồng tam tư, Tần Châu mục, Vũ Đô vương, trấn thủ Thượng Khuê, gả công chúa cho ông; Bảo Hiển làm Trấn tây tướng quân, Tấn Thọ công.
Năm 442, quân Lưu Tống chiếm Cừu Trì, Nan Đương hàng Ngụy, Bảo Tông theo quân Ngụy tiến đánh quân Tống. Năm 443, Bảo Tông cùng Hà Gian công Thác Bạt Tề trấn thủ Lạc Cốc. Thái Vũ đế hạ lệnh đưa gia tộc họ Dương về Bình Thành, em Bảo Tông là Văn Đức trốn đến Lạc Cốc khuyên ông phản Ngụy tự lập, vợ Bảo Tông cũng khuyên chồng làm vậy. Bảo Tông chưa làm gì thì Thác Bạt Tề nghe được, bèn lừa ông rằng Thổ Hề Bật đưa chiếu thư đến, Bảo Tông ra đón, bị Tề bắt trói, giải về kinh sư Bình Thành. Thái Vũ đế ép Nan Đương giết chết Bảo Tông.
Năm 448, Văn Đức thua chạy khỏi thành Gia Lô, quân Ngụy bắt được liêu thuộc, vợ con của Văn Đức, gồm cả vợ Bảo Tông, giải về Bình Thành. Thái Vũ đế hỏi công chúa: "Tại sao phản bội nước nhà?" Đáp: "Theo lễ, con gái đã thành thân là người ngoài, nhờ chồng mà vinh. Việc thành, chiếm giữ một phương, làm mẫu hậu một nước, chẳng hơn làm công chúa một huyện nhỏ à?" Vì thế, Thái Vũ đế ban chết cho công chúa.